# Цитуля
Цитуля (укр. Цитуля) — село в Добросинско-Магеровской сельской общине Львовского района Львовской области Украины.
Население по данным 2021 года составляло 143 человека. Занимает площадь 2,69 км². Почтовый индекс — 80339. Телефонный код — 3252.